# Peter Armbruster
Peter Armbruster sinh ngày 25.7.1931 tại Dachau, Bayern, là nhà vật lý người Đức làm việc ở Gesellschaft für Schwerionenforschung (Trung tâm nghiên cứu Ion nặng Helmholtz) ở Darmstadt, Đức.
Ông là người đồng phát hiện các nguyên tố 107 (bohri), 108 (hassi), 109 (meitneri), 110 (darmstadti), 111 (roentgeni) và 112 (copernixi) chung với Gottfried Münzenberg.
Ông học Vật lý học ở Đại học Stuttgart rồi Đại học Kỹ thuật München, và đậu bằng tiến sĩ ở Đại học Kỹ thuật München năm 1961 dưới sự hướng dẫn của Heinz Maier-Leibnitz.
Ông làm giáo sư ở Đại học Köln (1968) và Đại học Công nghệ Darmstadt từ năm 1984.
Lãnh vực nghiên cứu chính của ông là phân hạch, tác động qua lại của các ion nặng trong vật chất và vật lý nguyên tử ở Trung tâm nghiên cứu Jülich (1965 tới 1970). Ông là nhà khoa học cấp cao ở "Trung tâm nghiên cứu Ion nặng Helmholtz" tại Darmstadt, từ năm 1971 tới 1996. Từ năm 1989 tới 1992 ông làm giám đốc nghiên cứu của Viện Laue-Langevin của châu Âu tại Grenoble, Pháp.
Từ năm 1996 ông đã tham gia vào dự án thiêu hủy chất thải phóng xạ bằng phản ứng tóe (spallation) và phản ứng phân hạch hạt nhân.

## Giải thưởng
- 1988: Huy chương Max-Born của Viện Vật lý London và "Deutsche Physikalische Gesellschaft" (Hội Vật lý Đức)
- 1997: Huy chương Stern-Gerlach của Hội Vật lý Đức
- 1997: "Giải Hóa học hạt nhân" của Hội Hóa học Hoa Kỳ (ông là một trong rất ít người không phải là người Mỹ được tặng giải này).